# Matt Walst
Matthew Jean Paul Walst dit Matt (né le 28 décembre 1982 à Asphodel-Norwood en Ontario) est un chanteur canadien. Il est le chanteur du groupe My Darkest Days ainsi que du groupe Three Days Grace.

## Biographie
Matt Walst né en 1982, il raconte que c'est à douze ans qu'il a touché pour la première fois à une guitare et que depuis il ne l'a plus lâchée.En 2005, Matt crée le groupe de rock My Darkest Days, composé de deux amis d'enfance Brendan McMillan, Doug Olivier  ainsi que Sal Costa et Reid Henry. Ils sont découverts par Chad Kroeger, qui les a signés à son label. Porn Star Dancing est leur première grande réussite.En 2011, la chanson Every Lie du groupe gagne le prix "Ontario FM radio station's "Rock Search" music contest".
Matt a un frère, Brad Walst, qui est notamment le bassiste du groupe Three Days Grace.
Matt le dit, il admire beaucoup son frère Brad Walst et le groupe Three Days Grace et en 2013 à la suite du départ d'Adam Gontier, Matt le remplace de façon temporaire dans le groupe. C'est quelques mois plus tard que Matt devient le chanteur définitif du groupe.